# معامل الضغط
معامل الضغط هو كمية لا بعدية التي تقوم بوصف الضغط النسبى خلال سريان المائع. يستخدم معامل الضغط في الديناميكية الهوائية وفي سريان الموائع. كل نقطة في المائع أثناء السريان يكون لها معامل ضغط مُعين.
في جميع الحالات في الديناميكا الهوائية وسريان الموائع، معامل الضغط بالقرب من الجسم لا يعتمد على حجم الجسم. وبناءا على ذلك فإن النموذج الهندسي يمكن اختباره في نفق رياح أو نفق مياه، فإنه يمكن تحديد معامل الضغط عند المناطق الحرجة حول النموذج مما يمكن استخدامه للتنبؤ بضغط المائع عند هذه النقط.

## تعريف
معامل الضغط هو أداة لدراسة سريان الموائع غير الانضغاطية مثل الماء وأيضا لدراسة سريان الموائع الانضغاطية ذات السرعات الصغيرة مثل الهواء. يمكن حسابه من العلاقة التالية 
{\displaystyle C_{p}={p-p_{\infty } \over {\frac {1}{2}}\rho _{\infty }V_{\infty }^{2}}}
حيث:
{\displaystyle p}  هو الضغط الذي يتم عنده حساب معامل الضغط.
{\displaystyle p_{\infty }}  هو الضغط في التيار الذي لا يتعرض لأية اضطرابات (free stream).
{\displaystyle \rho _{\infty }} هي كثافة مائع التيار (تساوى 1.25 كجم/متر مكعب عند مستوى سطح البحر و 15 درجة سليزيوس)
{\displaystyle V_{\infty }} هي سرعة الجسم خلال المائع.

## معامل الضغط
باستخدام معادلة بيرنولى، معامل الضغط يمكن أن يكون أكثر بساطة للسريان الكامن (غير لزج - مستقر)
{\displaystyle C_{p}0=C_{p}|_{Ma\,\approx \,0}={1-{\bigg (}{\frac {u}{u_{\infty }}}{\bigg )}^{2}}}
حيث u هي سرعة السريان عند النقطة التي يتم حساب معامل الضغط عندها. MA هي عدد ماخ (سرعة السريان يمكن إهمالها بالنسبة لسرعة الصوت). أما بالنسبة للمائع غير قابل للانضغاط ولكنه لزج فهذا يمثل معامل الضغط حيث أنه مرتبط بقوة الضغط الهيدروديناميكي أكثر من ارتباطه بقوة اللزوجة.
هذه العلاقة تكون متاحة لسريان الموائع غير القابلة للانضغاط حيث أن التغيرات في السرعة والضغط تكون صغيرة بينما التغير في الكثافة يمكن إهماله ويكون عند بلوغ قيمة ماخ أقل من 0.3.
- {\displaystyle C_{p}} تساوى صفر عندما يتساوى الضغط مع ضغط التيار الحر.
- {\displaystyle C_{p}} تساوى 1 عند ضغط الركود.

في سريان الموائع حول الأجسام يصل معامل الضغط إلى 1 عند نقاط معينة ومعامل ضغط سالب يصل إلى أقل من سالب 1 ولكن ليس هناك نقاط يمكن لمعامل الضغط أن يزيد عن +1 لأن أكبر ضغط يمكن الحصول عليه هو ضغط الركود.

## السريان الإنضغاطى
في سريان الموائع الانضغاطية وخصوصا عند السرعات العالية  {\displaystyle {\rho v^{2}}/2}
- {\displaystyle C_{p}} عندا يكون أكبر من 1 فهذا يعنى أن السريان قابل للانضغاط.

## توزيع الضغط
سطح الانسياب الهوائي عند زاوية موجهة له ما يسمى بتوزيع الضغط. هذا التوزيع هو الضغط عند جميع النقاط حول السطح. رسوم هذه التوزيعات ترسم لكى توضح الأرقام السالبة ومعامل الضغط يكون أقل من الصقر عند السطح العلوى. 